# Diego Lugano
Artikeln följer den spanska namnseden; faderns efternamn är Lugano och moderns efternamn Moreno.
Diego Alfredo Lugano Moreno, född 2 november 1980 i Montevideo, är en uruguayansk före detta fotbollsspelare som bland annat spelade för Fenerbahçe och Paris Saint-Germain.
Lugano är högerfotad, och han har en defensiv position; han spelar som mittback i både Cerro Porteño och landslaget, där han är lagkapten. Luganos smeknamn är "Tota", som är en förkortning av Talento, Orgullo, Tecnico, Ambicion (talang, stolthet, teknik, ambition på spanska).

## Klubbkarriär

### São Paulo
Under sin tid i São Paulo så lyckades Luganos lag ta titlar i både nationella och internationella fotbollsturneringar. I São Paulo blev han 2005 utsedd till Campeonato Paulistas bäste försvarare och 2006 till brasilianska ligans bäste försvarare. 2005 blev han utnämnd av El País till Sydamerikas nästbäste spelare (argentinaren Carlos Tévez vann omröstningen).

### Fenerbahçe
Den 27 augusti 2006 skrev han på ett fyraårskontrakt med den turkiska klubben Fenerbahçe för €7.5 miljoner. Den 13 maj 2007 vann Fenerbahçe Süper Lig två veckor innan säsongen slut. 
I derbyt mellan Galatasaray och Fenerbahçe den 12 april 2009 blev Lugano avstängd i fem matcher efter ett rött kort. Lugano skallade Emre Aşik, vilket startade ett stort bråk mellan spelarna (och tumult bland åskådarna), varpå domaren delade ut fyra röda kort, två till vartdera lag. Detta var det tredje röda kortet i följd som Lugano fick på Ali Sami Yen-arenan. Matchen slutade 0–0.
Under 2009 och 2010 ledde han flera rankingsystem som den bäste försvararen i Turkiska Superligan. Den 27 augusti valde han att avbryta kontraktet med Fenerbahçe och skriva på för Paris Saint-Germain.

### Häcken
Torsdagen den 26 mars 2015 bekräftade svenska BK Häcken att man hade skrivit kontrakt den då klubblöse Diego Lugano. Han hade bara ett halvår tidigare varit lagkapten för Uruguay mot Costa Rica i VM 2014 i Brasilien. Lugano hade under matchen åtdragit sig en skada i knät som hindrade honom att spela vidare i turneringen, och spelade efter det inte någon tävlingsmatch (i klubb- eller landslaget) före flytten till BK Häcken. Före hans flytt till Häcken var den senaste klubben som Lugano representerat den engelska Premier League-klubben West Bromwich.

### Klubbstatistik
| Klubb                                                     | Säsong            | Inhemsk liga      | Inhemsk liga | Inhemsk liga | Nat. täv. | Nat. täv. | Internat. täv. | Internat. täv. | Totalt | Totalt |
| Klubb                                                     | Säsong            | Serie             | SM           | Mål          | SM        | Mål       | SM             | Mål            | SM     | Mål    |
| --------------------------------------------------------- | ----------------- | ----------------- | ------------ | ------------ | --------- | --------- | -------------- | -------------- | ------ | ------ |
| Nacional                                                  | 1999              | 1a División       | 2            | 0            |           |           | 0              | 0              | 2      | 0      |
| Nacional                                                  | 2000              | 1a División       | 6            | 0            |           |           | 0              | 0              | 6      | 0      |
| Nacional                                                  | 2001              | 1a División       |              |              |           |           | 0              | 0              | 0      | 0      |
| Nacional                                                  | Totalt i klubblag | Totalt i klubblag | 8            | 0            | 0         | 0         | 0              | 0              | 8      | 0      |
| Plaza Colonia                                             | 2001              | 2a División       | 12           | 0            |           |           | 0              | 0              | 12     | 0      |
| Plaza Colonia                                             | 2002              | 2a División       | 34           | 4            |           |           | 0              | 0              | 34     | 4      |
| Plaza Colonia                                             | Totalt i klubblag | Totalt i klubblag | 46           | 4            | 0         | 0         | 0              | 0              | 46     | 4      |
| Nacional                                                  | 2003              | 1a División       | 5            | 0            |           |           | 1              | 0              | 6      | 0      |
| Nacional                                                  | Totalt i klubblag | Totalt i klubblag | 5            | 0            | 0         | 0         | 1              | 0              | 6      | 0      |
| São Paulo                                                 | 2003              | A1/SP+Série A     | 0+24         | 0+1          | 1         | 0         | 2+1            | 0+0            | 28     | 1      |
| São Paulo                                                 | 2004              | A1/SP+Série A     | 6+34         | 0+1          | 0         | 0         | 8+1            | 0+0            | 49     | 1      |
| São Paulo                                                 | 2005              | A1/SP+Série A     | 14+27        | 1+6          | 0         | 0         | 17+7           | 1+0            | 65     | 8      |
| São Paulo                                                 | 2006              | A1/SP+Série A     | 12+11        | 0            | 0         | 0         | 12+1           | 0+0            | 36     | 0      |
| São Paulo                                                 | Totalt i klubblag | Totalt i klubblag | 128          | 9            | 1         | 0         | 49             | 1              | 178    | 10     |
| Fenerbahçe                                                | 2006–07           | Süper Lig         | 24           | 4            | 5         | 0         | 7+9            | 1+0            | 45     | 5      |
| Fenerbahçe                                                | 2007–08           | Süper Lig         | 23           | 0            | 3         | 0         | 11+6           | 1+1            | 43     | 2      |
| Fenerbahçe                                                | 2008–09           | Süper Lig         | 25           | 7            | 7         | 0         | 9+10           | 0+2            | 51     | 9      |
| Fenerbahçe                                                | 2009–10           | Süper Lig         | 25           | 3            | 8         | 1         | 9+13           | 1+1            | 55     | 6      |
| Fenerbahçe                                                | 2010–11           | Süper Lig         | 28           | 7            | 2         | 2         | 2+15           | 0+1            | 47     | 10     |
| Fenerbahçe                                                | Totalt i klubblag | Totalt i klubblag | 125          | 21           | 25        | 3         | 91             | 8              | 241    | 32     |
| Paris Saint-Germain                                       | 2011–12           | Ligue 1           | 12           | 0            | 3+1       | 1+0       | 5              | 0              | 21     | 1      |
| Paris Saint-Germain                                       | Totalt i klubblag | Totalt i klubblag | 12           | 0            | 4         | 1         | 5              | 0              | 21     | 1      |
| Málaga (lån)                                              | 2012–13           | La Liga           | 11           | 0            | 0         | 0         | 0              | 0              | 11     | 0      |
| Málaga (lån)                                              | Totalt i klubblag | Totalt i klubblag | 11           | 0            | 0         | 0         | 0              | 0              | 11     | 0      |
| West Bromwich Albion                                      | 2013–14           | Premier League    | 9            | 1            | 1+2       | 0         | 0              | 0              | 12     | 1      |
| West Bromwich Albion                                      | Totalt i klubblag | Totalt i klubblag | 9            | 1            | 3         | 0         | 0              | 0              | 12     | 1      |
| BK Häcken                                                 | 2015              | Allsvenskan       | 11           | 0            | 0         | 0         | 0              | 0              | 11     | 0      |
| BK Häcken                                                 | Totalt i klubblag | Totalt i klubblag | 11           | 0            | 0         | 0         | 0              | 0              | 11     | 0      |
| Cerro Porteño                                             | 2015              | Primera División  | 15           | 5            | 1         | 0         | 0              | 0              | 16     | 5      |
| Cerro Porteño                                             | Totalt i klubblag | Totalt i klubblag | 15           | 5            | 1         | 0         | 0              | 0              | 16     | 5      |
| São Paulo                                                 | 2016              | A1/SP+Série A     | 7+13         | 0+2          | 1         | 0         | 4              | 0              | 25     | 2      |
| São Paulo                                                 | 2017              | A1/SP+Série A     | 5+5          | 0+0          | 1         | 0         | 0              | 0              | 11     | 0      |
| São Paulo                                                 | Totalt i klubblag | Totalt i klubblag | 30           | 2            | 2         | 0         | 4              | 0              | 36     | 2      |
| Antal matcher och mål är korrekt per den 3 december, 2017 |                   |                   |              |              |           |           |                |                |        |        |

## Landslaget
Diego Lugano debuterade i A-landslaget den 4 februari 2003 mot Iran. Hans första mål kom mot Venezuela 14 juni 2008. 
När Uruguay spelade kvalmatch mot Costa Rica om den sista platsen i VM 2010, gjorde Lugano ett mål, vilket blev matchens enda. Följande match spelade lagen lika, 1–1, vilket gjorde att Uruguay blev kvalificerat till VM 2010 tack vare Luganos mål.

## Meriter

### Klubb
Nacional
- Primera Division: (2) 2000, 2001

 São Paulo
- Campeonato Paulista: (1) 2005
- Copa Libertadores: (1) 2005 (finalist 2006)
- FIFA Club World Cup: (1) 2005
- Campeonato Brasileiro Série A: (1) 2006

 Fenerbahçe
- Süper Lig: (2) 2006/2007, 2010/2011
- Turkiska Super Cupen: (3) 2007, 2009, 2011

### Landslag
- Copa América: (1) 2011